# 신중복
신중복(愼重福, 1946년 5월 3일~)은 대한민국의 정치인이다. 제11대 해운대구청장을 역임했다.

## 역대 선거 결과
|  | 38.7% |

|  | 0% |

|  | 45.62% |

## 논란

### 공직선거법 위반
신중복은 제2회 전국동시지방선거 당시 상대 후보를 비방한 혐의를 받아 검찰에 기소되었다. 이로 인해 벌금 500만원을 판결받으면서 구청장직을 상실했다.